# 日光神奈川薬品
日光神奈川薬品株式会社（にっこうかながわやくひん）は、神奈川県横浜市南区井土ヶ谷中町129に本社を置く主に医薬品・医療機器の卸売りを扱う企業であった。現在は、メディセオ・パルタックホールディングスグループの一社「クラヤ三星堂」である。

## 概要
- 代表者 代表取締役社長 八坂政治
- 資本金 6,860万円

## 大株主
- 武田薬品工業
- 第一製薬

## 営業所
- 横浜営業所
- 瀬谷営業所
- 川崎営業所
- 高津営業所
- 湘南営業所
- 茅ヶ崎営業所
- 平塚営業所
- 小田原営業所

## 沿革
- 1878年（明治11年）「株式会社桜井広盛堂薬輔」の卸部門として創業
- 1958年（昭和33年）11月1日「株式会社桜井商店」に商号変更
- 1966年（昭和41年）1月「株式会社桜井商店」と「有限会社加藤薬品商会」とが合併し「神奈川薬品株式会社」と商号変更
- 1970年（昭和45年）1月「神奈川薬品株式会社」と「日光商事株式会社」とが合併し「日光神奈川薬品株式会社」に商号変更
- 1984年（昭和59年）10月1日「東京医薬品株式会社」と合併

## 主な取引メーカー
- 武田薬品工業
- 第一製薬